# Orthomorpha rotundicollis
Orthomorpha rotundicollis är en mångfotingart som först beskrevs av Carl Graf Attems 1937.  Orthomorpha rotundicollis ingår i släktet Orthomorpha och familjen orangeridubbelfotingar. Inga underarter finns listade i Catalogue of Life.